# Regionalliga West
Regionalliga West este o diviziune a competiției fotbalistice Regionalliga care se situează pe nivelul 4 în sistemul competițional din Germania. În competiție participă 18 cluburi din regiunile vestice ale țării.

## Echipele sezonului 2010–11
- Borussia Dortmund II
- Wuppertaler SV
- Sportfreunde Lotte
- VfL Bochum II
- 1. FC Köln II
- SC Preußen Münster
- SV Elversberg
- 1. FC Kaiserslautern II
- SC Verl
- Fortuna Düsseldorf II
- FC Schalke 04 II
- Bayer 04 Leverkusen II
- 1. FSV Mainz 05 II
- Borussia Mönchengladbach II
- SV Eintracht Trier 05
- SC Wiedenbrück 2000
- Arminia Bielefeld II
- FC Homburg

## Echipe campioane și vicecampioane
| Sezon   | Echipa campioană     | Echipa vicecampioană    |
| ------- | -------------------- | ----------------------- |
| 2008–09 | Borussia Dortmund II | 1. FC Kaiserslautern II |
| 2009–10 |                      |                         |